# Abua
Das Abua ist eine Sprache, die am Atlantischen Ozean in Nigeria gesprochen wird. Sie zählt zur Sprachfamilie der Niger-Kongo-Sprachen.

## Geografische Verbreitung
Die Sprache wird von 30.000 Einwohnern (Stand 2002) lokal in den Gebieten Degema und Ahoada im nigerianischen Bundesstaat Rivers State gesprochen. Es gibt zudem eine sehr kleine, aber sprachlich lebendige Einwanderergruppe in den Vereinigten Staaten von Amerika, die zunehmend dazu übergeht, die englische Sprache zu übernehmen.

## Dialekte
Die Abua unterscheiden zwischen vier Dialekten ihrer Sprache; Ogbo, Emughan, Otabha und Okpeden.